# Józef Jędo
Józef Jędo (ur. 20 sierpnia 1948 w Kępie Lubawskiej, zm. 6 czerwca 1984) – polski ślusarz i działacz komunistyczny, poseł na Sejm PRL VIII kadencji.

## Życiorys
Wstąpił do Związku Młodzieży Socjalistycznej w 1962, a w 1968 do Polskiej Zjednoczonej Partii Robotniczej, w której pełnił różne funkcje. Posiadał wykształcenie średnie zawodowe. Pracował jako ślusarz w Wytwórni Sprzętu Komunikacyjnego „PZL” w Mielcu. W 1980 wybrany na posła na Sejm PRL VIII kadencji z okręgu Rzeszów. Zasiadał w Komisji Komunikacji i Łączności i Komisji Przemysłu Ciężkiego, Maszynowego i Hutnictw. Zmarł w trakcie kadencji.